# Wendy Beckett
Wendy Beckett, conocida como Hermana Wendy (25 de febrero de 1930-26 de diciembre de 2018), fue una monja presentadora de televisión, historiadora del arte, autora, profesora de universidad y traductora británica, conocida por su serie de documentales sobre Historia del Arte en la BBC durante la década de los años noventa.

## Biografía
Beckett nació en Sudáfrica y fue criada en Edimburgo, Escocia. Se convirtió en monja en 1946, en la orden de las Hermanas de Nuestra Señora de Namur. Fue enviada a Inglaterra para iniciar su noviciado y estudiar en el St. Anne's College en Oxford, donde fue premiada como la primera de su curso en el grado de Literatura Inglesa.
Después de asistir a una universidad para ser profesora en Liverpool, obtuvo su diploma para enseñar en 1954 y regresó a Sudáfrica para enseñar en el colegio para mujeres del Convento de Notre Dame en Constantia, Ciudad del Cabo, donde enseñó inglés y latín. Cuando el convento cerró en 1967, se trasladó a Johannesburgo, donde enseñó en la Universidad de Witwatersrand. 
Obtenido el permiso papal para convertirse en virgen consagrada en 1970, por problemas de salud se vio forzada a abandonar la enseñanza en 1970 y regresó a Inglaterra, a un monasterio de Carmelitas de Quidenham, Norfolk, al este de Inglaterra. Allí pasó años traduciendo escritos del latín medieval antes de decidirse por el arte, en 1980, mientras seguía una vida eremítica y contemplativa viviendo en una caravana.

## Obras
Beckett fue la presentadora de los siguientes documentales:
- Sister Wendy's Odyssey (1992)
- Sister Wendy's Grand Tour (1994)
- Sister Wendy's Pains of Glass (1995)
- Sister Wendy's Story of Painting (1996)
- Sister Wendy's American Collection (2001)
- Sister Wendy at the Norton Simon Museum (2001)

También actuó como comentarista para turistas de la Capilla Sixtina:
- Sister Wendy's Sistine Chapel Artineraries Tour (2006)

Colaboró en las siguientes obras conjuntas: 
- Sister Wendy in Conversation with Bill Moyers (1997)
- The Art of Dying (2009)[5]
- Churches: How to Read Them (2010)[6]
- Treasures of Heaven (2011)[7]
- Desert Island Discs (diciembre de 2012).[8]

Un musical, Postcards From God: The Sister Wendy Musical, fue escrito por Marcus Reeves y Beccy Smith y representado en el Jermyn Street Theatre del West End en 2007 y en el Hackney Empire Studio Theatre en 2008.